# Pothos keralensis
Pothos keralensis är en kallaväxtart som beskrevs av A.G.Pandurangan och Velukutty Jayachandran Nair. Pothos keralensis ingår i släktet Pothos och familjen kallaväxter. Inga underarter finns listade.